# 도호
도호 주식회사, 또는 토호주식회사(東宝株式会社 도호카부시키가이샤[*], (도호/토호), 동보주식회사, Toho Co., Ltd.)는 영화·연극 제작 배급·흥행과 부동산업을 영위하는 일본의 미디어 기업으로, 한큐 한신 홀딩스 (한큐 전철, 한신 전기 철도), H20 리테일링과 함께 한큐 한신 도호 그룹의 핵심 기업이다. 본사는 도쿄도 지요다구 유라쿠초에 있다.
2019년 기준으로 2개의 직영 연극 극장(제국 극장·신관 씨어터 클리에)을 보유하고 있다. 다른 그룹사와 마찬가지로 삼화 그룹의 멤버이지만, 한큐 전철과 달리 삼화회에는 참여하지 않고 미도리회에만 참여하고 있다.

## 역사

### 출범과 급성장
1932년 8월에 한신 급행 전철 (현재 한큐 전철)의 고바야시 이치조에 의해 연극, 영화의 흥행을 주된 목적으로 주식회사 도쿄 다카라즈카 극장을 설립. 1934년에 도쿄 다카라즈카 극장을 개장한 후 유라쿠좌, 일본 극장, 제국 극장을 소유하고 히비야 일대를 산하에 납입, 아사쿠사를 수중에 넣은 쇼치쿠와 함께 도쿄의 흥행계를 양분하기에 이른다.
한편, 회사 설립 전년에 설립 된 도키 시스템을 개발하는 사진 화학 연구소(Photo Chemical Laboratory, 통칭 PCL)은 1937년 계열사 JO와 합병, 도호 영화 주식회사가 된다. 1943년 8월 30일, 도호 영화를 합병하고 영화의 제작·배급·흥행과 연극 흥행의 일관 경영에 나서 같은 해 12월 10일에 사명을 도호 주식회사로 변경하였다(본사 이전 도호 영화가 있었던 긴자 7쵸메 대일본 맥주 본사에서). PCL은 대일본 맥주 등도 출자하고, 동보는 출범 초기부터 기존의 이치의 흥행에서 시작된 영화 회사와 선을 긋는 재계 주선으로 현대 기업으로서 기대와 주목, 그리고 반발을 모았다.
또한, 그 이름의 유래는 「東京宝塚」(도쿄 다카라즈카)의 약자이다.

### 프로듀서 시스템
도호 자본 및 PCL 기술에 영화의 흥행면에서 변화를 가져온 것은 제작의 예산 및 인적 자원 관리를 수행 프로듀서 시스템의 본격적인 도입이며, 이를 가져온 것이 미국에서 돌아온 모리 이와오이다. 쇼치쿠의 키도 시로 , 닛 카츠의 네기시 키니치와 더불어 불리는 모리이지만, 이 분야의 발자국은 크다. 도호는 PCL 시대보다 민주적인 문화로 알려진 감독과 대스타도 독실없이 거물에게도 "씨" 「さん」나 "짱" 「ちゃん」관계였다. 거장 감독도 부하의 조감독이나 이름없는 배우 "씨"를 붙이거나 "짱"을 붙여 불렀다. 또한 도호는 가부키의 인습과 야쿠자스러운 오야카타 코카타 기질을 끌어 다른 영화사의 봉건 체질을 공개적으로 비판하고, 타사처럼 직원이나 배우를 연고 채용에 의지하는 것이 아니라 공모를 전쟁 전부터하고 우수한 인재를 얻었다. 그러나 획득한 우수한 인재는 전후의 도호 분쟁의 중심 멤버가 되었기 때문에, 나중에 친척 편중을 강화하고 권력에 거역하지 않는 인재를 넣는 경향으로 변해 갔다.

### 도호 쟁의와 그 후의 혼란
1946년부터 1950년에 걸쳐 경영자와 노동 조합의 대립이 격화하고 그런 와중에 1948년 3월 4일에 본사를 도호 문예 건물로 이전. 하지만 같은 해 6월 1일에는 촬영소를 점거한 조합원을 제거하기 위해 경시청 예비대, 심지어 점령 미군의 전차와 전투기 까지 출동하는 소동이 된다. 이것이 「오지 않았던 것은 군함 뿐」이라고 말했던 도호 쟁의이다.
그동안 오코우치 덴지로, 하세가와 카즈오, 후미 타카코, 야마다 이스즈, 후지타 스스무, 구로 미타, 하라 세츠코, 다카미네 히데코, 야마네 치즈코, 하나이 란코의 10대 스타가 결성한 수십명의 깃발 모임과 반 좌익 와타나베 쿠니오를 비롯한 유명 감독의 대부분은 1948년 4월 26일에 세 번째 조합에 의해 설립 된 새로운 도호(4월 26일에는 계열사·국제방영 설립)에서 활동하게 된다. 따라서 도호는 재건이 불가능 해져 1949년 3월 15일에 영화 제작은 새로운 도호에 맡기고 도호 배급 부문만을 담당하는 정책이 심각하게 논의 된 적도 있었다.
대스타와 대감독이 모조리 그만 둔 것으로, 입사한지 얼마 안되는 미후네 도시로에 주역으로 발탁 된 젊은 감독도 활약의 장소를 얻기 쉬운 상황이 되었다. 잔류조와 동등한 좌익적인 단순한 색은 없지만, 공산당원의 대부분은 추방 된 새로운 도호는 곧 도호와 절연하고 독립 회사가 되었기 때문에 상대적으로 진보적이지만 정치에 깊이 설명 않았던 인재가 많이 남게 된다. 새로운 도호는 경영이 빨리 악화되어 1961년 도산되었고, 이치카와 콘 등 일부 스타와 감독은 도호에 복귀한다.

### 일본 영화 황금 시대
1950년대에 맞이한 일본 영화의 황금 시대에 즈음하여 1957년부터는 「도호 범위」를 채용 해, 《7인의 사무라이》나 《숨은 요새의 세 악인》 등의 구로사와 아키라 작품과 《고지라》나 《모스라》 등의 쓰부라야 에이지에 의한 특수 효과 촬영 작품을 비롯한 여러 작품을 통해 융성 영화의 사양화가 시작된 1960년대에 함께 크레이지 영화와 젊은 대장 시리즈에서 히트를 날린다. 또한 사장 시리즈와 역전 시리즈 (이들은 도호 사대 희극 시리즈라고도 함) 등 안정된 프로그램 사진 의 노선을 가지고 있던 것도 강점이었다. 재계 우량 기업답게 건전한 시민 색상 모더니즘을 선명한 작품 색상으로 일본 영화가 폭력, 엽기, 에로티시즘으로 기울어가는 가운데도 도호는 그 노선과는 구별을 분명히 거리를 뒀다. 위의 시리즈 물이 정착하기 전에는 현대 액션 물 특기이며, 후년에도 《살인광 시대》, 《100발 100중》 등의 이색 작품의 흔적을 남긴다. 이들은 흥행으로 성장했지만 후속 재방송에서 컬트적인 인기를 자랑했다.
1959년에는 닛폰 방송, 분카 방송, 쇼치쿠, 다이에이와 함께 후지 TV를 개국. 텔레비전에도 본격적으로 진출한다.

### 영화 제작 부문의 대폭 축소
1960년대부터 영화는 사양 산업이라고 지게 동보도 눈에 띄는 관객 감소로 고민하고 있었지만, 대규모 양산 체제를 타사와 함께 유지했다. 그러나 컬러 TV의 보급이 본격화 된 1970년대가 되면 관객 감소는 더욱 심각한 상황이 되어, 다이에이는 파산, 닛카쓰는 포르노 회사로 전향. 도호도 이 위기를 벗어나기 위해 위의 도호 사대 희극 시리즈를 모두 종료하는 등 1972년에 본사에서 영화 제작을 중단 제작 부문을 분리 독립시켜 발족한 「도호 영상」(현재의 도호 영상 미술을 설립한 1970년 사장 다나카 도모유키)와 방계 회사 인 「도쿄 영화」(후의 도쿄 영화 신사 설립 1983년 사장 카와카미 류이치) 「도호 영화」(설립된 1971년 사장 후지 마스미) 새로 설립한 제작사 「예술원사」(설립된 1972년 사장 사토 이치로), 「블루 라이트사」의  (사장 호리바 노부요)를 5개의 핵으로 한 제작 체제로 전환했다. 그러나 전무 이사 후지모토가 톱으로 자리 잡은 (곧 다나카 도모유키로 교체) 도호 영화 조차 일년에 몇 개, 다른 예술원사와 도호 영상이 연간 1~2개 밖에 가동하지 않고 사실상이 분사화가 가진 도호의 자체 제작 체제는 막을 내리게 된다. 실적이 저조한 작품이 많은 고위험 제작 부문의 정지에 따라 외부에서 매입 작품·위탁 인수 작품의 배급에 주력 자사의 흥행 망을 유지하는 형태로 전환.
사실상 영화 제작사의 간판을 내리고 배급 및 부동산 부문, 예능 사무소인 도호 예능에 방향을 전환하면서 경영의 합리화를 진행했다. 그러나 한큐 그룹으로서의 이미지와 역에서 가까운 주요 위치에 좌석 수가 많은 유명한 영화관을 많이 가지고 있었기 때문에 경쟁사와 같은 포르노 영화나 야쿠자 영화의 제작은 하지 않고, 그런 외부 제작품을 배급 할 횟수도 적었다. 이 시기 「도호 시네마이라면 가족과 아베크도 안심」이라는 이미지를 사수한 것 자체는 현재의 도호 번영의 복선이 되고 있다. 그러나 예산으로 매우 빡빡해져, 오늘날에도 높은 평가를 받는 야마모토 미치오 감독의 괴기 영화의 대부분은 두 개의 같은 카메라로 만들어진 무지막지한 영화 음악과 인형의 재사용이 눈에 띄게 되었다.
영화 제작 편수가 급격히 줄어든만큼, TV 부문의 분투가 눈에 띄게 《태양에 짖어라!》, 《우리들은 천사다!》 등이 히트. 그러나 70년대까지 다듬이 촬영소는 사용하지 않고 국제방영과 츠부라야 프로를 제작 협력의 크레딧을 하청 받아 주문하고, 스튜디오를 가지지 않는 츠부라야 프로의 경우는 도쿄 미술 센터 등의 방계 스튜디오를 사용 하는 경우가 많았다. 도호 배급 극장 영화도 실제로 다이에이 교토 촬영소(카츠 프로덕션 작품 등)이나 닛카쓰 촬영소(호리프로 작품 등)로 제작하는 것이 증가했기(이 영화는 감독이나 메인 스탭도 다이에이계, 닛카쓰계가 대부분이다) 때문에 다듬는 촬영소는 빠르게 가동률이 저하 인원도 이산했다. 베테랑의 오카모토 기하치, 호리카와 히로미치 두 감독을 해고한 1977년을 한 시대의 종언이라고 볼 수도 있다. 그래도 1980년대 중반까지 당시 인기 아이돌이었던 사이토 유키와 사와구치 야스코 주연의 아이돌 영화는 도호 영화가 제작하는 등 독립 프로덕션 정도의 활동은 계속하고 있었다. 그리고 이 시기부터 애니메이션 제작에도 참여하게 된다. 한편, 1969년 ~ 1978년에 도호 챔피언 축제로 어린이 영화를 상영했다. 또한 이 시기는 버블기이며, 그래서인지 일본 극장, 시부야 도호 회관, 히비야 영화 극장, 유라쿠좌, 우메다 극장, 기타노 극장이 다시 세워진 영화 흥업 이외에도 행하는 복합 시설이 자산 가치를 증가시키고 있다.

### 현재
1990년대에 들어서면서 자사의 방화 제작은 「고지라 시리즈」를 제외하지 않고 주로 방송국과 외부 프로덕션이 제작한 영화를 배급하고 성공을 거두었다.
2000년 이후는 워너 마이 칼·시네마즈가 우위에 섰던 시네마 콤플렉스 시장에 본격적으로 진입하고 2003년 버진 시네마즈·재팬 주식회사(현·TOHO 시네마즈 주식회사)의 인수로 그룹 기업 스크린 수는 1위를 자랑하고 있었다(2019년 기준으로는 워너 마이 칼의 후신인 이온 시네마가 제1위). 그 후에도 일본 영화계와 흥행계에 부동의 입지를 계속 차지해 현재에 이르고 있다. 제작사(방송국이 많은)도 큰 예산을 들여 야심작은 흥행에 강한 도호에 배급 위탁하고 그것도 숫자를 쌓는 선순환이 겹친 결과, 지난 몇 년간 독주 상태가 정착했다. 1980년대 초반까지 라이벌로 경쟁해 온 도에이와 쇼치쿠는 지금은 두 회사의 흥행 수입을 합쳐도 도호의 일부분에 불과하다. 또한 한때 영화관 용지로 구입한 전국 주요 지역의 매물을 중심으로하는 부동산 사업도 영업 이익의 약 40%를 차지하고, 수수하기는 하지만 실적을 뒷받침하는 안정된 중요한 사업이 되고 있다.
또한 회사는 대형 영화사로서는 유일하게 촬영소 출신의 사장이 존재하지 않는다.(경영 대우의 거물 프로듀서의 한 명인 모리 이와오와 후지모토 마스미는 부사장, 타나카 토모유키는 도호 영화 회장이긴 하지만) 2002년 최초의 프로듀서 경험자 (경력 경로로 단기간이지만)로 타카이 히데유키가 사장으로 취임했다. 최근에는 도호 본체에서 제작위원회에 참여하는 등 영화 제작에 적극적인 자세를 취하고 있다. 또한 다듬는 촬영소의 공동화와 기술 전승의 중단에 위기감을 가지고 임대 전개를 적극화. 단독 출자에 「도호 영화」는 거의 끊이긴 했지만, 제작 참여·배급·촬영소 공급 등 모든 부분에서 도호 컬러를 내세워 방어 방향이 시도 되고 있다.
2013년에는 「애니메이션 사업실」을 신설된 동시에 자사 음악 레이블도 출시, 자사 기획의 애니메이션 사업 강화에 나서고 있다.

## 주요 텔레비전 작품

### 1960년대
- 얼간이 텐구
- 점장 도장과 견습생동
- 카이케츠다카의 날개
- 타친군의 모험
- 웃으면 천국
- 장난꾸러기 동맹
- 가신타레
- 전락의 시집
- PR야로
- 오토코기라이
- 할아버지!! 안녕!!
- 노렌 타이헤이키
- 해님 자 덤벼봐라!!
- 가위 바위 보
- 억척스러운 놈
- 이러니 저러니
- 있는 낙일
- 사사메유키
- 5오니헤이한카초
- 사인은 V
- 유격전
- 어이~이 찌찌찌
- 싫어! 좋아!
- 청춘은 뭐야
- 이것이 청춘이다
- 커다란 청춘
- 진행! 청춘
- 불꽃의 청춘
- 천하의 청년
- 신·신삼등이사
- 청춘 괴담
- 야지키타 신칸센
- 태양의 그 녀석
- 37층의 남자
- 잣쿠바란
- 도쿄 컴뱃
- 도쿄 바이패스 지령
- 요메유카바
- 이봐! 행복
- 유몬토리모노초

### 1970년대
- 하마구리 대장
- 형님의 연인
- 어텐션 플리즈
- 금메달을 향해 턴!
- 네덜란드 사콘 사건 첩
- 원 투 어택!
- 빙점
- 지킬 앤 하이드
- 코트에 거는 청춘
- 날아라! 청춘
- 울지마 청춘
- 1·2·3과 4·5·록
- 아이젠 츠바키
- 혼기
- 미혼·결혼·미재혼
- 정해라! 피니시
- 맞춰라! 마감
- 태양을 향해 외쳐라!
- 빨간 구두
- 마드모아젤 거리
- 검객상매
- 나에겐 여학생
- 나에겐 애인
- 에치젠 대나무 인형
- 고교교사
- 幡随院長兵衛お待ちなせえ
- 사랑의 전사 레인보우맨
- 다이아몬드 아이
- 유성 인간 존 (도호 영상)
- 우리 청춘!
- 청혼 여행
- 쿠라마 텐구
- 일본침몰
- 하늘까지 올라라!!
- 모테노호카
- 새색시 거울
- 5번 마을 저녁 안개루
- 상처 투성이의 천사
- 우리들의 훈장
- 우리들의 아침
- 우리들은 천사다!
- 화요일의 그 녀석
- 이로하의 "이"
- 화려한 형사
- 형제 형사
- 대추적
- 후루야 잇코우의 긴다이치 고스케 시리즈
  - 삼수탑
  - 악마가 와서 피리를 분다
  - 옥문도
  - 가면 무도회
  - 밤 산책
  - 가면극장
- 원반전쟁 바이킹
- 며느리 다이콘
- 스가타 산시로
- 불꽃의 초인 메가로맨
- 에도의 선풍
- 에도의 격두
- 낫키는 회오리바람
- 우리의 행동파

### 1980년대
- 사랑LOVE낫키
- GOGO! 치어 걸
- 진창의 여자
- 지금은 방과후
- 메챤코미키
- 여상일대 해 주마!
- 궁금한 천사
- 햇살이 좋아!
- 나무 쓰러뜨리기
- 예수님과 비의 이야기
- 난사구 팥고물
- 소문의 감자소년
- 호코리노호슈
- 마켄! 카푸첸
- 다시 만날 날
- 청춘이 초과한 형사
- 나의 시어머니와 떨어져
- 꿈 쫓은 여행
- 쿠루쿠루쿠링
- 전학소녀Y
- 금지 된 마리코
- NEW 정글
- 명견 죠리
- 터치
- 위험한 잡거 커플
- 남편이 돌아올 날
- 교사 윙윙 이야기
- 돌아온 사랑
- 오마에나이데요!
- 제작 2부 청춘 드라마 반
- 일본에서 가장 활력있는 남자
- 7 통쾌! 부경 후보생 할거야 갈까몽!
- 초음전사 보그맨
- PC경찰 사이버 캅 (도호 기획)
- 재혼합니다.
- 헤이! 아가리잇쵸
- 헬로우! 굿바이
- 사랑스런 사위 어느에

### 1990년대
- 새로운 금색야차 백년의 사랑
- 신비한 바다의 나디아
- 형사귀족
- 고등학교 위대한 탈출
- 여고생! 키켄 아르바이트
- 게이샤 코하루의 화려한 모험
- 나기의 광경
- THE 형사
- 설마 내가
- 여검사 수사 파일
- 유혹의 여름
- 또 다른 J리그
- 울고 싶은 밤도
- 위험한 여자들
- 당신이 좋아
- 사랑의 천사
- 바람의 론도
- 쾌걸 조로
- 칠성투신 가이파드
- 한여름의 장미
- 붙이는
- 행복 만들기

### 2000년대
- 여자끼리
- 스타 스님
- TRICK
- 슈퍼 스타 신 시리즈
- 뱀파이어 호스트 -밤늦은 애인 전문점-
- 진주부인
- 환타즈마~저주의 관~
- 사가시야★모로보시 코스케가 달린다!
- 괴기 대가족
- 부호형사
- 영원한 그대에게
- 아스트로 구단
- 위험한 관계
- 지문 수사관·츠카하라 우헤이의 신기
- 거짓의 화원
- 몹걸
- Kawaii! JeNny
- 히토가타나가시
- 퍼즐
- 블러디 먼데이
- 마이 걸
- 해머 세션!

### 2010년대
- 경부보 야베 켄조
- 숙명 1969-2010 -원스 어폰 어 타임 인 도쿄-
- 지우 경시청 특수 범 수사계
- 최상의 목숨 의사
- 화이트 랩~경시청 특별 과학 수사반~
- MONSTERS
- 하드 견과류!
- 못난 저를 사랑하십시오
- 우러러보니 존귀한

### 2020년대
- 라이덴

## 관련 인물

### 역대 회장
- 1943년 12월 10일 ~ 1947년 3월 9일 : 시부사와 히데오

- 1947년 12월 26일 ~ 1949년 4월 12일 : 타나베 카타마루

- 1949년 9월 26일 ~ 1950년 1월 16일 : 와타나베 테츠오

- 1950년 9월 28일 ~ 1955년 9월 20일 : 요네모토 우키치

- 1957년 3월 25일 ~ 1962년 9월 24일 : 사토 히로오

- 1962년 9월 25일 ~ 1966년 9월 23일 : 마츠오카 타츠로

- 1966년 9월 24일 ~ 1974년 8월 21일 : 시미즈 마사시

- 1974년 8월 22일 ~ 1981년 5월 24일 : 마부치 타케오

### 역대 대표 이사 사장
- 초대 : 1943년 12월 10일 ~ 1947년 3월 9일 : 오오사와 요시오

- 2대째 : 1947년 3월 10일 ~ 1947년 12월 22일 : 타나베 카타마루

- 3대째 : 1947년 12월 26일 ~ 1949년 9월 25일 : 와타나베 테츠오

- 4대째 : 1949년 9월 26일 ~ 1950년 9월 27일 : 요네모토 우키치

- 5대째 : 1950년 9월 28일 ~ 1951년 9월 27일 : 고바야시 후사타케시

- 6대째 : 1951년 9월 28일 ~ 1955년 9월 19일 : 고바야시 이치조

- 7대째 : 1955년 9월 20일 ~ 1957년 10월 1일 : 고바야시 후사타케시

- 8대째 : 1957년 10월 5일 ~ 1966년 9월 23일 : 시미즈 마사시

- 9대째 : 1966년 9월 24일 ~ 1974년 8월 12일 : 마츠오카 타츠로

- 10대째 : 1974년 8월 22일 ~ 1977년 5월 24일 : 시미즈 마사시

- 11대째 : 1977년 5월 25일 ~ 1994년 : 마츠오카 이사오

- 12대째 : 1995년 ~ 2002년 5월 22일 : 이시다 토시히코

- 13대째 : 2002년 5월 23일 ~ 2011년 5월 25일 : 타카 히데유키

- 14대째 : 2011년 5월 26일 : 시마타니 요시노리

### 주요 프로듀서
- 후지모토 사네즈미
- 다나카 도모유키
- 도미야마 쇼고
- 가네코 마사카쓰
- 사사이 히데오
- 카이야마 토모히로 (현재는 오디오 평론가로 활동 중)
- 와타나베 신 (와타나베 프로덕션)
- 호리 다케오 (호리프로)
- 우메우라 요이치 (텔레비전 부)
- 야마모토 에츠오 (텔레비전 부)

### 주요 영화감독
| - 시마즈 야스지로 - 야마나카 사다오 - 이타미 만사쿠 - 나루세 미키오 - 와타나베 구니오 - 도요타 시로 - 사이토 도라지로 - 나카가와 노부오 - 야마모토 가지로 - 이나가키 히로시 - 야마모토 사쓰오 | - 이마이 다다시 - 구로사와 아키라 - 혼다 이시로 - 다니구치 센키치 - 이치카와 곤 - 가케히 마사노리 - 스즈키 히데오 - 가와시마 유조 - 오카모토 기하치 | - 마쓰바야시 슈에 - 후쿠다 준 - 후루사와 겐고 - 고다마 스스무 - 쓰보시마 다카시 - 데메 마사노부 - 모리타니 시로 - 가와사키 요시스케 - 고타니 쓰구노부 |

### 주요 각본가
- 오구니 히데오
- 가사하라 료조
- 무라타 다케오
- 기쿠시마 류조
- 다나미 야스오

### 주요 음악가
- 이부쿠베 아키라
- 사토 마사루
- 하야사카 후미오
- 미야가와 히로시
- 하기와라 히로아키

### 주요 촬영감독
- 나카이 아사카즈
- 이토 다케오
- 다마이 마사오
- 쓰부라야 에이지 (특수감독으로서 활동)
- 하기와라 겐지
- 야마다 코우스케

### 주요 남성 배우
| - 오코우치 덴지로 - 하세가와 가즈오 - 시무라 다카시 - 우에하라 겐 - 구로카와 야타로 - 후지와라 가마타리 - 이토 유노스케 - 후지타 스스무 - 고스기 요시오 - 히다리 보쿠젠 - 미야구치 세이지 - 모리시게 히사야 - 이케베 료 - 고바야시 게이주 - 사카이 사치오 - 이나바 요시오 - 미후네 도시로 - 호리 유지 - 이즈 하지메 - 류자키 이치로 - 쓰루타 고지 - 이토 히사야 | - 미하시 다쓰야 - 기무라 이사오 - 프랭키 사카이 - 아리시마 이치로 - 가와즈 세이자부로 - 미키 노리헤이 - 다카시마 다다오 - 하나 하지메와 크레이지 캣츠 - 우에키 히토시 - 하나 하지메 - 다니 게이 - 이누즈카 히로시 - 사쿠라이 센리 - 야스다 신 - 이시바시 에이타로 - 후지타 마코토 - 다사키 준 - 치아키 미노루 - 가토 다이스케 - 히라타 아키히코 - 고이즈미 히로시 - 구보 아키라 | - 미키 커티스 - 야마시타 게이지로 - 미즈하라 히로시 - 에하라 다쓰요시 - 히토미 아키라 - 아마모토 히데요 - 사하라 겐지 - 쓰치야 요시오 - 다카라다 아키라 - 나카다이 다쓰야 - 사토 마코토 - 나카타니 이치로 - 나카마루 다다오 - 나츠키 요스케 - 가토 다케시 - 후지키 유 - 고다마 기요시 - 후나토 준 - 다치카와 히로시 - 가야마 유조 - 다나카 구니에 - 구로베 스스무 | - 니헤이 마사나리 - 이시자카 고지 - 구로사와 도시오 - 사쓰마 겐파치로 - 미우라 도모카즈 - 구사카리 마사오 - 오키 마사야 - 다카시마 마사히로 - 다카시마 마사노부 - 사이조 야스히코 - 나카지마 하루오 - 이부키 도오루 - 구노 세이시로 - 다지마 요시부미 |

### 주요 여성 배우
| - 후미 타카코 - 이다 초코 - 호소카와 치카코 - 하나이 란코 - 미마스 아이코 - 야마다 이스즈 - 다카미네 히데코 - 하라 세쓰코 - 도도로키 유키코 - 야마구치 요시코 (이향란) - 고구레 미치요 - 아와시마 지카게 - 스기 요코 - 스미 리에코 - 구가 요시코 - 시오자와 도키 - 야치구사 카오루 - 이리마 이네코 - 오카다 마리코 - 쓰카사 요코 - 아라타마 미치요 - 아카기 란코 - 센고쿠 노리코 - 오카다 가와이 - 와카바야시 아키코 | - 모쿠쇼 마유리 - 다카키타 치에코 - 가사기 시게코 - 고시지 후부키 - 후지마 무라사키 - 구지 아사미 - 기시 하타에 - 시마자키 유키코 - 아오야마 쿄코 - 다카치호 히즈루 - 아와지 게이코 - 와카야마 세쓰코 - 가가와 쿄코 - 고치 모모코 - 구사부에 미츠코 - 시라카와 유미 - 단 레이코 - 나카지마 소노미 - 시게야마 노리코 - 미즈노 쿠미 - 안자이 쿄코 - 다카하시 노리코 - 마에다 비바리 - 에리 치에미 - 유키무라 이즈미 | - 미소라 히바리 - 우에하라 미사 - 요코야마 미치노 - 니키 데루미 - The Peanuts - 이토 에미 - 이토 유미 - 후지야마 요코 - 사와이 게이코 - 사와이 다카코 - 하마 에미 - 호시 유리코 - 다무라 나미 - 사쿠라이 히로코 - 히시미 사유리 (현 히시미 유리코) - 마츠모토 메구미 - 사카이 와카코 - 나이토 요코 - 가시와기 유키코 - 세키네 게이코 (현 다카하시 게이코) - 혼다 미나코 - 야마구치 모모에 - 모리 마사코 | - 사쿠라다 준코 - 고테가와 유코 - 나토리 유코 - 나카이 키에 - 미쓰바라 치아키 - 사와구치 야스코 - 사이토 유키 - 오다카 메구미 - 미즈노 마키 - 다나카 미사토 - 노나미 마호 - 나가사와 마사미 - 오쓰카 치히로 - 오토와 노부코 - 기타 아케미 - 나카 마치코 - 노구치 후미에 - 야나가와 케이코 - 쿠로세 마나미 - 사와무라 치기리케이코 - 이치노미야 아츠코 |

## 오프닝 로고
중앙에 낸 빛의 중심에 로고가 배치되어 하단에 노란색 문자로 「도호 주식회사」와 수평 되는 (초기 컬러 작품은 「도호 주식회사 제작」으로 되어있다). 도호 스코프 작품은 도호 마크의 좌우에 노란 고딕체의 입체 작업에서 「TOHO」 「SCOPE」고 배치되어 있었다. 북미 공개시에는 도호 마크 안에 「TOHO」 알파벳이 들어가 하단의 회사명 표기가 「TOHO COMPANY, LTD.」로 바뀐다. 츠부 라야 에이지에 의해 디자인 및 제작 된 것이며, 1992년 창립 60주년 이후 지금까지의 실사·광학 합성에 의한 영상으로 대신 CG로 제작 된 것이 사용되고 있다.

## 영화관
도쿄, 나고야, 오사카, 교토의 주요 영화관은 일다 직영으로 운영하고 있다. 1990년대 말기 이후 본사 지구는 도호 서비스 센터, 간사이 지구는 도호 빌딩 관리, 중부 지역은 중부 도호에 운영을 위탁하고 있다. 2006년 이후 도호 그룹의 영화 사업을 TOHO 시네마즈로 통합하게 되었기 때문에, 현재는 도호의 직영 관은 존재하지 않는다. 다음 동보 직영관으로 폐관한 극장을 보여준다. 방계 영화 흥행 회사가 경영하고 있던 영화관은 육부 흥행을 TOHO 시네마즈로 이관한 영화관은 TOHO 시네마즈를 참조하십시오.

### 본사 지구
- 다카라즈카 회관<1934년 1월 1일 개관, 1997년 12월 29일 폐관>
  - 도쿄 다카라즈카 극장 (다카라즈카 회관 1층)<1934년 1월 1일 개관, 1997년 12월 29일 폐관>
  - 스칼라 (다카라즈카 회관 4층)<1940년 4월 16일 개관, 1955년 7월 13일 개장, 1997년 12월 29일 폐관>
  - 도호 연예장 (다카라즈카 회관 5층)<1938년 9월 23일 개관, 1955년 8월 1일 개장, 1997년 12월 29일 폐관>

스칼라의 원래 명칭은 도호 4층 극장. 도호 연예 극장의 원래 명칭은 도호 소극장. 각각 개장시로 개칭하고 있다.
- 일본 극장 회관<1933년 12월 24일 개관, 1981년 2월 22일 폐관>
  - 일본 극장 (일본 극장 회관 1층) <1933년 12월 24일 개관, 1981년 2월 22일 폐관>
  - 니치게키 음악당 (일본 극장 회관 5층) <1952년 3월 17일 개관, 1981년 2월 22일 폐관>
  - 마루노우치 도호 극장 (일본 극장 회관 지하 1층) <1955년 2월 10일 개관, 1981년 2월 22일 폐관>
  - 일본 극장 문화 극장 (일본 극장 회관 지하 1층) <1935년 12월 30일 개관, 1955년 8월 12일 개장, 1981년 2월 22일 폐관>

- 히비야 영화 극장<1934년 2월 1일 개관, 1984년 10월 31일 폐관>

- 유라쿠좌<1935년 6월 7일 개관, 1984년 10월 31일 폐관>

당초 공연 예술 극장이었지만, 1951년 1월 1일에 영화관으로 개장했다. 2005년 4월 9일, 「뉴 도호 시네마」가 유라쿠좌의 명칭을 부활시켜 리뉴얼 오픈. 현재 관명은 「TOHO 시네마즈 유라쿠좌」 1987년 10월 3일, 히비야 영화 극장과 유라쿠좌에 도호 히비야 빌딩(통칭·히비야샨테 )이 오픈했다.
- 도호 회관<1957년 4월 14일 개관, 2005년 4월 8일 폐관>
  - 게이쥬츠자 (도호 회관 4층) <1957년 4월 14일 개관, 2005년 3월 27일 폐관>
  - 히비야 영화 (도호 회관 1층) <1957년 4월 14일 개관, 2005년 4월 8일 폐관>
  - 미유키좌(초대) (도호 회관 지하) <1957년 4월 14일 개관, 2005년 3월 31일 폐관>

- 시부야도호 회관<1936년 11월 1일 개관, 1989년 2월 26일 폐관>
  - 시부야 도호 극장 (시부야 도호 회관 1층) <1936년 11월 1일 개관, 1989년 2월 26일 폐관>
  - 시부야 스칼라 (시부야 도호 회관 4층) <1989년 2월 26일 폐관>
  - 시부야 문화 극장 (시부야 도호 회관 지하) <1952년 11월 17일 개관, 1989년 2월 26일 폐관>

처음에는 도요코 극장이었지만, 1944년 9월 1일에 시부야 도호 극장으로 개칭하고 있다. 시부야 문화 극장만 1952년 6월 9일에 설립 된 주식회사 시부야 문화 극장 경영·운영하고 있었다. 1991년 7월 6일 부지에 시부야구시네타와이를 개관했다. 2011년 7월 15일 TOHO 시네마즈 시부야로 리뉴얼 오픈했다.
- 신주쿠 도호 회관<1969년 10월 31일 개관, 2008년 11월 7일>
  - 신주쿠 플라자 극장 (신주쿠 도호 회관 1층) <1969년 10월 31일 개관, 2008년 11월 7일>

- 뉴 도호 시네마 2<1957년 5월 개관, 1995년 6월 폐관>

- 시부야 다카라즈카 극장<1959년 7월 8일 개관, 1997년 5월 30일 폐관>

- 우에노 도호 극장<1954년 12월 13일 개관, 2003년 8월 31일 폐관>
  - 우에노 다카라즈카 극장<1954년 12월 13일 개관, 2003년 8월 31일 폐관>

## 흥행 성적

### 1999년대

방화 배급사 별 연간 배급 수입 (1999년까지)

1999년까지 영화의 흥행 성적은 배급 수입으로 발표했다.
| 연간 | 연간 흥행수입   | 전년 대비 | 흥행수입 상위 프로그램           | 흥행수입 상위 프로그램 |
| 연간 | 연간 흥행수입   | 전년 대비 | 영화제목                         | 흥행수입               |
| ---- | --------------- | --------- | -------------------------------- | ---------------------- |
| 1975 | 056억 5,544만엔 | 093.7%    | 이즈의 무희                      | 08.3억엔               |
| 1976 | 081억 2,496만엔 | 143.7%    | 속·인간혁명                      | 016.1억엔              |
| 1977 | 083억 9,736만엔 | 103.4%    | 핫코다산                         | 025.1억엔              |
| 1978 | 063억 227만엔   | 075.1%    | 안개의 깃발                      | 08.9억엔               |
| 1979 | 078억 7992만엔  | 125.0%    | 아! 노무기 토게                  | 014.0억엔              |
| 1980 | 132억 3531만엔  | 168.0%    | 카게무샤                         | 027.0억엔              |
| 1981 | 116억 4,570만엔 | 088.0%    | 연합 함대                        | 019.0억엔              |
| 1982 | 100억 3,563만엔 | 086.2%    | 하이틴 부기                      | 018.0억엔              |
| 1983 | 083억 4,119만엔 | 083.1%    | 플루메리아의 전설~천국의 키스~   | 012.0억엔              |
| 1984 | 081억 65만엔    | 097.1%    | 도라에몽 노비타의 마계대모험     | 016.5억엔              |
| 1985 | 138억 4,163만엔 | 170.9%    | 버마의 하프                      | 029.5억엔              |
| 1986 | 163억 9,281만엔 | 118.4%    | 고양이 이야기                    | 054.0억엔              |
| 1987 | 115억 4,610만엔 | 070.4%    | 도라에몽 노비타와 용의기사       | 015.0억엔              |
| 1988 | 158억 8,200만엔 | 137.6%    | 둔황                             | 045.0억엔              |
| 1989 | 105억 7,727만엔 | 066.6%    | 도라에몽 노비타의 일본탄생       | 020.2억엔              |
| 1990 | 106억 5,715만엔 | 100.8%    | 타스마니아 이야기                | 025.2억엔              |
| 1991 | 109억 4,924만엔 | 102.7%    | 추억은 방울방울                  | 018.7억엔              |
| 1992 | 128억 5,199만엔 | 117.4%    | 붉은 돼지                        | 028.0억엔              |
| 1993 | 108억 360만엔   | 084.1%    | 고지라 vs 모스라                 | 022.2억엔              |
| 1994 | 118억 6,376억엔 | 0109.8%   | 폼포코 너구리 대작전             | 026.3억엔              |
| 1995 | 113억 8,156만엔 | 095.3%    | 귀를 기울이면                    | 018.5억엔              |
| 1996 | 106억 7,251만엔 | 093.8%    | 고지라 vs 디스트로이어           | 020.0억엔              |
| 1997 | 193억 7,016만엔 | 181.5%    | 모노노케 히메                    | 113.0억엔              |
| 1998 | 187억 4,106만엔 | 096.8%    | 춤추는 대수사선 THE MOVIE        | 050.0억엔              |
| 1999 | 167억 6,040만엔 | 089.4%    | 극장판 포켓몬스터: 루기아의 탄생 | 035.0억엔              |

### 2000년대

방화 배급사 별 연간 흥행 수입 (2000년 이후)

2000년부터 영화의 흥행 성적은 박스오피스에서 발표 되고 있다.
| 연간 | 연간 흥행수입   | 전년 대비 | 흥행수입 상위 프로그램                  | 흥행수입 상위 프로그램 |
| 연간 | 연간 흥행수입   | 전년 대비 | 영화제목                                | 흥행수입               |
| ---- | --------------- | --------- | --------------------------------------- | ---------------------- |
| 2000 | 255억 3,835만엔 | 빈칸      | 극장판 포켓몬스터: 결정탑의 제왕 앤테이 | 048.5억엔              |
| 2001 | 548억 5,756만엔 | 214.8%    | 센과 치히로의 행방불명                  | 308.0억엔              |
| 2002 | 312억 3,703만엔 | 056.9%    | 고양이의 보은                           | 064.6억엔              |
| 2003 | 421억 7,402만엔 | 135.0%    | 춤추는 대수사선 THE MOVIE 2             | 173.5억엔              |
| 2004 | 542억 5,622만엔 | 128.6%    | 세상의 중심에서 사랑을 외치다           | 085.0억엔              |
| 2005 | 525억 934만엔   | 096.8%    | 하울의 움직이는 성                      | 196.0억엔              |
| 2006 | 587억 7,720만엔 | 111.9%    | 게드전기: 어스시의 전설                 | 076.9억엔              |
| 2007 | 595억 1,067만엔 | 101.2%    | HERO                                    | 081.5억엔              |
| 2008 | 739억 1459만엔  | 112.4%    | 벼랑 위의 포뇨                          | 155.0억엔              |
| 2009 | 654억 9,331만엔 | 088.6%    | ROOKIES -졸업-                          | 085.5억엔              |
| 2010 | 748억 6,912만엔 | 114.3%    | 마루 밑 아리에티                        | 092.6억엔              |
| 2011 | 591억 1,110만엔 | 079.0%    | 코쿠리코 언덕에서                       | 044.6억엔              |
| 2012 | 741억 3,577만엔 | 125.4%    | BRAVE HEARTS 우미자루                   | 073.3억엔              |
| 2013 | 673억 2,289만엔 | 090.8%    | 바람이 분다                             | 120.2억엔              |
| 2014 | 729억 6,541만엔 | 108.4%    | 영원의 제로                             | 087.6억엔              |
| 2015 | 731억 5,117만엔 | 100.3%    | 극장판 요괴워치: 탄생의 비밀이다냥!     | 078.0억엔              |
| 2016 | 854억 2,671만엔 | 116.8%    | 너의 이름은.                            | 250.3억엔              |
| 2017 | 620억 2,311만엔 | 072.6%    | 명탐정 코난: 진홍의 연가                | 068.9억엔              |
| 2018 | 605억 3,664만엔 | 097.6%    | 극장판 코드 블루 -닥터헬기긴급구명-     | 093.0억엔              |
| 2019 | 771억 318만엔   | 0127.4%   | 날씨의 아이                             | 0141.9억엔             |

## 연극
한때는 하세가와 가즈오를 메인으로 한 「도호 가부키」 등이 진행되었으며, 일본 극장 기타노 극장에서 시연(가요 쇼 등), 다카라즈카 가극, 연예의 도호 명인회와 니치게키 음악당과 난지에 회관에서 여러 쇼들이 열렸다. 현재는 뮤지컬 및 상업 연극을 주로 제작, 흥행 시키고있다.

### 주요 극장
도호 직영
- 제국 극장
- 씨어터 클리에 (2007년 11월 7일 개장) ※도호 발상의 도쿄 다카라즈카 극장은 현재는 한큐 전철(다카라 츠카 가극단)가 경영하고 무대 제작 및 흥행 시키고 있다. 건물(도쿄 다카라즈카 빌딩) 자체는 도호 소유.

기타
- 닛세이 극장
- 아오야마 극장
- 루테아토루 긴자 by PARCO
- 메이 테츠 홀
- 주니치 극장
- 미소노자
- 우메다 예술 극장 (한큐 전철 경영)
- 하카타

### 이전에 존재했던 극장
- 일본 극장(니치게키)
- 니치게키 음악당
- 게이쥬츠자
- 기타노 극장
- 도호연예회
- 난지에 회관

## 같이 보기
- 한큐 한신 도호 그룹
- TOHO 시네마즈
- 도호 영화 (기업)
- 도호 스튜디오
- 도호 예능
- 도호 영상 미술
- 도호 사운드 스튜디오